# Ле-Лак-д’Иссарлес
Ле-Лак-д’Иссарле́с (фр. Le Lac-d'Issarlès, окс. Le Lac d'Issarlès) — коммуна во Франции, находится в регионе Рона — Альпы. Департамент коммуны — Ардеш. Входит в состав кантона Кукурон. Округ коммуны — Ларжантьер.
Код INSEE коммуны — 07119.

## Население
Население коммуны на 2008 год составляло 270 человек.
| 1962 | 1968 | 1975 | 1982 | 1990 | 1999 | 2008 |
| ---- | ---- | ---- | ---- | ---- | ---- | ---- |
| 202  | 253  | 284  | 290  | 261  | 253  | 270  |

## Экономика
В 2007 году среди 151 человек в трудоспособном возрасте (15—64 лет) 101 были экономически активными, 50 — неактивными (показатель активности — 66,9 %, в 1999 году было 70,3 %). Из 101 активных работали 92 человека (54 мужчины и 38 женщин), безработных было 9 (8 мужчин и 1 женщина). Среди 50 неактивных 6 человек были учениками или студентами, 28 — пенсионерами, 16 были неактивными по другим причинам.

## Фотогалерея
- Ле-Лак-д’Иссарлес
- Карта коммуны